# Jim Abbiss
Jim Abbiss est un producteur britannique, notamment connu pour son travail auprès de Kasabian, Arctic Monkeys (Mercury Music Prize pour Whatever People Say I Am, That's What I'm Not) et Adele (Grammy Award de l'album de l'année avec 21).

## Biographie
Jim Abbiss commence sa carrière en jouant du clavier avec le groupe The Pleasure Heads en 1986. Il effectue son premier travail derrière la console aux studios Spaceward, près de Cambridge, sous la direction de l'ingénieur du son et producteur Owen Morris (Oasis, Ash). Il devient assistant ingénieur aux studios Power Plant, à Londres en 1988 et remixe de nombreuses sessions au cours de la vague acid house. Deux plus tard, il se joint à Steve Hillage et participe ainsi au premier album de Björk, à Protection de Massive Attack et la musique de Roméo + Juliette. Ces collaborations lui permettent de travailler ensuite avec James Lavelle et DJ Shadow, sur le remixage de Bitter Sweet Symphony (The Verve), de Psyence Fiction (UNKLE), avant de coproduire Becoming X de Sneaker Pimps et le premier album de Mono.
Il travaille alors avec des artistes tels que Stateless (Stateless), Bombay Bicycle Club (I Had the Blues But I Shook Them Loose), Kasabian (Kasabian et Empire), Editors (The Back Room), Noisettes (Wild Young Hearts), The Temper Trap (Conditions). Grâce à Kasabian, il connaît ses premières nominations avant d'être récompensé du Mercury Music Prize pour Whatever People Say I Am, That's What I'm Not de Arctic Monkeys, puis du Grammy Award de l'album de l'année en 2010 pour 21 d'Adele.

## Principales productions
- Adele : 19, 21
- Arctic Monkeys : Whatever People Say I Am, That's What I'm Not
- Birdy : Birdy
- Bombay Bicycle Club : I Had the Blues But I Shook Them Loose
- Editors : The Back Room
- Kasabian : Kasabian, Empire
- KT Tunstall : Tiger Suit
- Ladytron : Witching Hour
- Noisettes : Wild Young Hearts
- Placebo : Sleeping with Ghosts
- Sneaker Pimps : Becoming X
- Stateless : Stateless
- The Kooks : Junk of the Heart
- The Temper Trap : Conditions